# Uma no Naishi
Œuvres principales
Uma no Naishi-shū (馬内侍集)
Uma no Naishi (馬内侍, 949 - 1011) est une poétesse et courtisane japonaise du milieu de l'époque de Heian. Elle est la fille de Minamoto no Tokiakira mais son vrai père est Minamoto no Muneakira, frère ainé de Tokiakira. Elle fait partie du Chūko Sanjūrokkasen et des trente-six poétesses immortelles.
Elle est servante de Kishi Jōō, consorte (Nyōgo) de l'empereur Murakami; de Fujiwara no Kōshi, impératrice (Chūgū) de l'empereur En'yū; de la princesse impériale Senshi qui est aussi saiin; de Fujiwara no Senshi de Higashi Sanjō In, épouse consort de l'empereur En'yū et de Fujiwara no Teishi impératrice (Kōgō) de l'empereur Ichijō.
Elle entretient des relations amoureuses avec d'éminents membres du clan Fujiwara de cette époque, comme Fujiwara no Asateru, Fujiwara no Koretada, Fujiwara no Michitaka, Fujiwara no Michikane entre autres. Elle vit pratiquement toute sa vie à la cour. Dans ses dernières années elle se fait moniale bouddhiste et demeure à Uji-in.
Quelques-uns de ses poèmes waka sont inclus dans l'anthologie Shūi Wakashū. Sa collection personnelle de poèmes est intitulée Uma no Naishi-shū (馬内侍集).